# 須藤あきら
須藤 あきら（すどう あきら、1971年11月4日 - ）は、日本の女性歌手。群馬県出身。

## 概要
全国応募総数54,129名から1985年10月26日資生堂主催「'86ミスヘアコロン・イメージガール・コンテスト」全国大会に勝ち進みスカウトされる。本選オーディションメンバーには酒井法子、畠田理恵などがいた。翌年、TBSのテレビ番組『モモコクラブ』の桃組メンバーとしてレギュラー出演。番組中、中森明菜の「北ウィング」を歌い、抜群の歌唱力が評価され、日本コロムビアにスカウトされる。
本名・須藤和美で、1989年7月21日、日本コロムビアよりシングル『TIME ～時を越えて～』でデビュー。その後、2枚のシングル、2枚のアルバムを発売。
1994年1月26日、須藤あきらに改名し、イースタンゲール第一号女性ロックボーカリストとして「あなたに伝えたくて」で再デビュー。美形のルックスと、パンチの効いたハスキーで、パワフルなボーカルが話題を浴びた。容姿と声質が似てることもある理由から、ポスト浜田麻里とも言われた。
1997年、バンダイ・ミュージックエンタテインメントに移籍。 MR. BIGのボーカリストエリック・マーティンへの熱烈のオファーにより、彼のプロデュースしたアルバム『UNITED STATE OF MIND』を発売。話題を浴びた。
1998年、ビクターミュージックエンターテインメントに移籍。アニメ『バブルガム・クライシス』企画プロジェクト「PRISS ASAGIRI the same AKIRA SUDOU」名義で再活動。1999年からは、メルダックに移籍し、AS SEKIRIAとして活動。
2003年須藤あきら名義で、シングル「Connection／涙雪」を自主レーベルにて発売。

## ディスコグラフィ

### シングル
| 名義                                 |    | 発売日     | タイトル             | カップリング               | 備考                                                                                            |
| ------------------------------------ | -- | ---------- | -------------------- | -------------------------- | ----------------------------------------------------------------------------------------------- |
| 須藤和美                             | 1  | 1989.8.21  | TIME ～ 時を越えて   | 自問(JIMON)                | 表題曲はTBS系『日立 世界・ふしぎ発見!』エンディングテーマ曲                                     |
| 須藤和美                             | 2  | 1989.11.21 | MIDORI               | Sunny                      |                                                                                                 |
| 須藤和美                             | 3  | 1990.4.1   | Give Me Love…Mama    | Jump                       | カップリング曲は長谷工都市開発CMソング                                                          |
| 須藤あきら                           | 1  | 1994.1.26  | あなたに伝えたくて   | 痛くなるほど愛して         | TBS系『JNNニュースの森』エンディングテーマ曲                                                    |
| 須藤あきら                           | 2  | 1994.8.21  | 夢だけじゃ終わらない | 私が贈ったLove Song        | テレビ朝日系『Jリーグ A GOGO!!』テーマ曲                                                        |
| 須藤あきら                           | 3  | 1994.11.23 | うらはら             | 太陽の輝く夢               | 表題曲は日本テレビ系『発明将軍ダウンタウン』エンディングテーマ カップリング曲は群馬銀行CMソング |
| 須藤あきら                           | 4  | 1995.2.22  | 夢を止めないで       | 明日こそ強くなれ           | 代々木ゼミナールCMソング                                                                        |
| 須藤あきら                           | 5  | 1995.9.22  | JUST TAKE MY HEART   | 恋の始まり ～Sweet Angel～ |                                                                                                 |
| Eric Martin & 須藤あきら             | 6  | 1997.3.10  | THE FACE OF LOVE     | ―                          | エリック・マーティンとのデュエット                                                              |
| プリス・アサギリ the same 須藤あきら | 7  | 1998.10.21 | y'know               | 雨                         | テレビ東京系アニメーション『バブルガムクライシス TOKYO 2040』オープニングテーマ                 |
| プリス・アサギリ the same 須藤あきら | 8  | 1998.10.28 | Waiting for YOU      | ぶっきらぼうな愛に溺れたい | テレビ東京系アニメーション『バブルガムクライシス TOKYO 2040』エンディングテーマ                 |
| AS SEKIRIA                           | 9  | 1999.9.9   | Give and Take        | Anytime need a friend      |                                                                                                 |
| 須藤あきら                           | 10 | 2003.11.21 | Connection／涙雪     | ―                          |                                                                                                 |

### アルバム
| 名義       |   | 発売日    | タイトル                       | 備考 |
| ---------- | - | --------- | ------------------------------ | ---- |
| 須藤和美   | 1 | 1989.9.21 | HELP                           |      |
| 須藤和美   | 2 | 1990.4.21 | BE EARTH                       |      |
| 須藤あきら | 1 | 1994.2.23 | MY SELF                        |      |
| 須藤あきら | 2 | 1994.10.5 | Night & Day                    |      |
| 須藤あきら | 3 | 1996.1.24 | Pandora                        |      |
| 須藤あきら | 4 | 1997.3.21 | UNITED STATE OF MIND           |      |
| AS SEKIRIA | 5 | 1999.1.22 | PRISS ASAGIRI VOCAL COLLECTION |      |
| AS SEKIRIA | 6 | 1999.9.22 | NO OBLIGATION                  |      |

### 参加作品
- バブルガムクライシス コレクターズ FILE 1999（1999年3月20日）